# سير (لقب)
لقب سير (بالإنكليزية Sir) لقب تشريفي يستعمل عند مخاطبة الرجال في اللغة الإنكليزية ويقابله بالعربية «سيد» وبالتركية «أفندي». في بعض الأوقات عادل لقب «سير» لقبَ «فارس» ضمن منظومة الفروسية البريطانية. يستعمل هذا اللقب في الوقت المعاصر للمخاطبة المهذبة في المراسلات والخطابات الرسمية. يقابله لقب «Madam» أي سيدة للنساء. يُستخدم لفظ «سير» منذ أواخر العصر الحديث وسيلة محترمة لمخاطبة أي شخص من ذوي المكانة الاجتماعية أو الرتبة العسكرية العليا.